# سیارک ۱۷۱۹۷
سیارک ۱۷۱۹۷ (به انگلیسی: 17197 Matjazbone، نامگذاری:2000AC12) هفده هزار و صد و نود و هفتمین سیارک کشف شده‌است که در ۳ ژانویه ۲۰۰۰ کشف شد.
قدر مطلق سیارک برابر ۱۶.۲ است.